# Politikens filmjournal 062
|  | Denne artikel er oprettet af botten Steenthbot ud fra en ekstern database. Den kan derfor have sproglige fejl eller mangler. Denne skabelon kan fjernes efter kontrol af indholdet. |

Politikens filmjournal 062 er en dansk dokumentarisk optagelse fra 1950.

## Handling
1) Det første håndværkerkollegium på Bispebjerg i København indvies den 20. oktober 1950. Kongeparret modtages af foreningens formand Holger Johannesen og borgmester Alfred Bindslev.

2) England: Prinsesse Annes dåb på Buckingham Palace. Fire generationer er samlet.

3) Tyskland: Vestberlin demonstrerer for frie valg i østzonen med to minutters stilhed. Vestberlin har opstillet den såkaldte 'Himmelavis' på Potsdamer Platz, så østberlinerne kan vide, hvad der foregår i den frie verden.

4) Frankrig: Præsident Auriol og sultanen af Marokko samt hertugen og hertuginden af Windsor er til gallarideopvisning i Paris.

5) USA: De 16-årige verdensberømte femlingesøstre Dionne fra Canada besøger New York. Kardinal Spellman.

6) Frankrig: Verdensmesterskaber i vægtløftning i Paris.